# بالاكريشنا شيتي
بالكريشنا شيتي (بالإنجليزية: Balkrishna Shetty)‏ دبلوماسي هندي متقاعد شغل منصب سفير الهند لدى السويد ولاتفيا والبحرين والسنغال ومالي.

## النشأة والتعليم
ولد شيتي في كوندابورا. حصل على بكالريوس مع مرتبة الشرف في الرياضيات من كلية الرئاسة بكلكتا عام 1970 ثم الماجستير في الرياضيات من المعهد الهندي للتكنولوجيا في كانبور عام 1972. بعد فترة من البحوث في الرياضيات في معهد تاتا للبحوث الأساسية في مومباي انضم إلى دائرة الإحصاء الهندي في عام 1973 في منصب مساعد مدير وقام بالتعامل مع الصناعات وإحصاءات التجارة في الجهاز المركزي للإحصاء بحكومة الهند في نيودلهي.

## المسيرة المهنية
في عام 1976 التحق بالسلك الدبلوماسي الهندي. بعد سنتين من التدريب في الهند أرسل في البعثة الدائمة للهند في جنيف من 1978 إلى 1981 لتعلم اللغة الفرنسية وبعد ذلك للعمل في البعثة سكرتير ثاني. تم نقله إلى المفوضية العليا للهند في بنغلاديش سكرتير ثاني للصحافة والثقافة وبعد ذلك سكرتير أول للتعامل مع المسائل الاقتصادية والتجارة من 1981 إلى 1984. عاد إلى الهند للعمل وكيل لحكومة الهند في وزارة التجارة بنيودلهي من 1984 إلى 1986 واختص في التعامل مع قضايا التجارة الخارجية وكذلك تنظيم الاستثمارات الهندية في الخارج. تم تعيينه نائب المدير العام في المجلس الهندي للعلاقات الثقافية في نيو دلهي من 1986 إلى 1988 ومن أهم أعماله المشاركة في مهرجان الهند في الاتحاد السوفييتي. أرسل إلى السفارة الهندية في موسكو من 1988 إلى 1991 للعمل سكرتير أول للشئون السياسية وبعد ذلك تولى منصب المستشار السياسي خلال سنوات البيريسترويكا والغلاسنوست. عين نائب المفوض السامي للشئون الاقتصادية والتجارية والاستثمارية في المفوضية العليا للهند في سنغافورة من 1991 إلى 1995. خلال الفترة من 1995 إلى 1997 عاد إلى الهند لترأس شعبة التعاون الفني المشتركة في وزارة الشؤون الخارجية في نيودلهي التي تتناول التعاون الثنائي والاقتصادي والتقني والإغاثة من الكوارث الدولية. التحق بعد ذلك في معهد الخدمة الخارجية مديرا مسؤولا عن الدورة المهنية للدبلوماسيين الأجانب. من 1997 إلى 2001 أرسل إلى سفارة الهند في باريس وزيرا للاقتصاد للتعامل مع كافة الأمور والعلاقات الاقتصادية الثنائية مع منظمة التعاون والتنمية في الميدان الاقتصادي. تم تعيينه سفيرا لدى السنغال وكان معتمدا في نفس الوقت إلى جزر الرأس الأخضر وغينيا بيساو ومالي وموريتانيا وغامبيا في الفترة من 2001 إلى 2005. ارتبط بإنشاء فريق تسعة المعني بإقامة تعاون بين أفريقيا والهند وإيجاد آلية للتعاون الاقتصادي الإقليمي بين الهند وثماني دول في غرب أفريقيا. في الفترة من سبتمبر 2005 إلى يناير 2009 عين سفيرا للهند لدى البحرين. في يناير 2009 تم تعيينه سفيرا في السويد بالإضافة إلى لاتفيا واستمر في هذا المنصب حتى تقاعده في 16 يوليو 2010.